# Gaé
Gaé (ou Gae ou Gaaya en wolof) est une localité du nord du Sénégal, située dans le département de Dagana et la région de Saint-Louis, sur la rive gauche du fleuve Sénégal, à la frontière avec la Mauritanie. Elle se trouve dans le Dimar, une ancienne province du Fouta Toro. 
Le village a été érigé en commune en juillet 2008. 
Selon une source officielle, le village de Gaé comptait 7 169 habitants et 829 ménages, avant la création de la commune qui inclut désormais d'autres villages : Goumel, Ndiarème et Carrière.
À vol d'oiseau, les localités les plus proches sont : Keur Kouré, Gani, Dagana, Ndiarème.

## Personnalités nées à Gaé
- Malick Sy, érudit et marabout de la confrérie soufie tidjane